# Gloppefjorden
Gloppefjorden (også Gloppenfjorden) er en fjordarm af Hundvikfjorden og Nordfjord i Vestland fylke i Norge. Den er ca. 12 km lang, og ligger i  Gloppen kommune. Inderst i fjorden ligger kommunecenteret Sandane.
Fjorden får tilført ferskvand fra omliggende vassdrag, med lakseelven Gloppeelva fra Breimsvatnet som den største. Elven munder ud en kilometer syd for Sandane ved Sandane Camping og badestranden Fitjesanden. Mellem Fitje og Sandane ligger Selvågane, et vådområde med en ubeboetd holm. Dette er et fredet fuglereservat for flere arter havfugle.
Langs fjorden ligger gode landbrugsområder. Sydsiden er præget af højere fjelde og gårde med navne som Arnestad, Gimmestad, Rygg, Sande ligger ved fjorden langs det som kaldes Sørstranda. Videre langs fjorden ligger Devik og længst mod vest, Hestenesøyra som skiller indløbet til Gloppefjorden fra Hyefjorden. Nordsidaen af fjorden har lavere fjeldformationer. Længst mod vest ligger Sandane lufthavn og Anda med færgeforbindelse til Lote på nordsiden af Nordfjord.

Området ved Hjelmeset har nogle år ynglende havørne. Fjorden har en egen lokal sildestamme.